# Eleições legislativas na Indonésia em 2009
As eleições legislativas indonésias de 2009 foram realizadas em 9 de abril. Cerca de 1,7 milhão de candidatos de 44 partidos participaram deste pleito e brigaram pelas 18.440 cadeiras em jogo nos diferentes Parlamentos regionais e nacional.

## Quietude e violência
O pleito transcorreu de forma tranquila em todo o país, com a ressalva da conflituosa província de Papua, onde cinco pessoas morreram em vários incidentes violentos horas antes da abertura dos colégios eleitorais foram registrados.

## Resultados
O Partido Democrata (PD), do presidente Susilo Bambang Yudhoyono, foi o vencedor da votação. Segundo o divulgado, o PD recebeu 25,9% dos votos válidos, uma porcentagem superior à indicada nas enquetes privadas, que oscilaram entre 20,3% e 21%. Na segunda colocação aparece o Partido Democrático da Indonésia para a Luta (PDI-P), da ex-presidente Megawati Sukarnoputri, com 23,8% dos votos, enquanto o Golkar, a antiga plataforma política de Suharto, terminou em terceiro, com 18,7%. Também farão parte da Assembleia Nacional três partidos de perfil islâmico e dois de corte populista, com porcentagens entre 7% e 2,5%, o mínimo requerido por lei. Apenas 8 dos 38 partidos nacionais que participaram das eleições devem conseguir chegar à Assembleia, deixando sem representação parlamentar 30 legendas que acumulam cerca de 20% dos votos.

## Fonte
- Pesquisa oficial confirma vitória de governistas na Indonésia